# Deutschlandbesuch des US-Präsidenten 1982

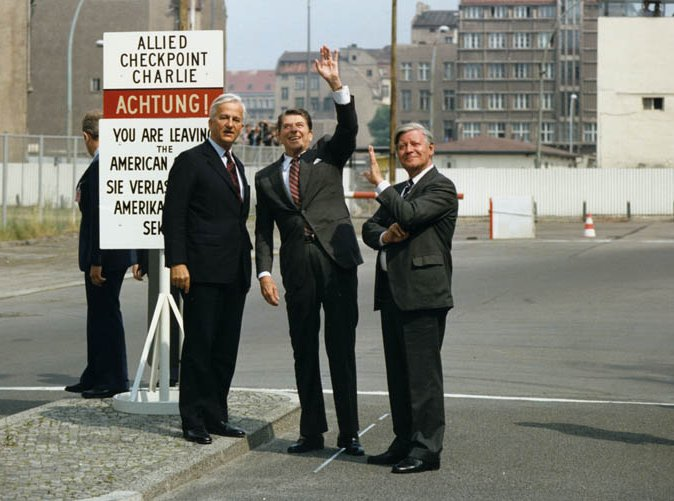
Richard von Weizsäcker, Ronald Reagan und Helmut Schmidt am 11. Juni 1982 am Checkpoint Charlie

Im Juni 1982 unternahm US-Präsident Ronald Reagan eine 10-tägige Europareise im Zusammenhang mit der NATO-Ministerkonferenz am 9. und 10. Juni 1982 in Bonn. Seine letzte Station war am 11. Juni 1982 West-Berlin. Reagan wollte auf die wachsende Besorgnis der Europäer über die massive Aufrüstung der USA reagieren, die einen auf Europa beschränkten Atomkrieg möglich erscheinen ließ. Auch in den USA hatte der Widerstand gegen seine Politik zugenommen. Kurz vor dem Besuch, am 25. Mai 1982, kam es zu einer überraschenden Entspannungsinitiative der Sowjetunion, die Reagans hartem Kurs noch mehr Boden zu entziehen drohte. Der US-Präsident verkündete nun seinerseits umfangreiche Verhandlungsangebote, die er zur „Berliner Initiative“ erklärte. Die Friedensbewegung reagierte auf den Besuch mit einer Mobilisierung am 10. Juni in Bonn und Berlin. In der ‚Mauerstadt‘ kam es am Besuchstag, dem 11. Juni, aufgrund einer verbotenen Demonstration zu heftigen Straßenkämpfen.

## Vorgeschichte
Der in der Nachkriegszeit entstehende Systemkonflikt mit dem Wettrüsten zwischen den USA und der Sowjetunion wurde seit der Wende zu den 1970er-Jahren von Rüstungskontrollverhandlungen begleitet (vgl. SALT). Dieser Prozess differenzierte sich aufgrund neuer Waffensysteme, den geopolitischen Verhältnissen, neuen Machtfaktoren – zum Beispiel der Volksrepublik China – und auch von geistig-ideologischen Veränderungen (Menschenrechtsfragen in der KSZE in Helsinki) immer weiter aus.
US-Präsident Jimmy Carter (im Amt seit 1977) hatte zu der qualitativen Überlegenheit der USA in der Waffentechnologie noch eine moralische Überlegenheit zu demonstrieren versucht, indem er die Menschenrechtsfrage, in der die Sowjetunion in den Vereinbarungen von Helsinki am 1. August 1975 bedeutsame Zugeständnisse gemacht hatte, „zum zentralen Instrument der Führung des Kalten Krieges“ nutzte. Er brachte auf diese nicht-militärische Weise in einem Klima relativer Entspannung die Sowjetunion durch die Bedrohung ihrer inneren Machtstrukturen in die Defensive und bewirkte auch eine zunehmende Verhärtung der sowjetischen Haltung. Zusätzlich noch unter dem Druck der weiter bestehenden überlegenen Erstschlagskapazität der USA verlegte sich die sowjetische Führung daraufhin auf eine Modernisierung ihrer Mittelstreckenraketen in Europa (Ersetzung der alten Typen SS-4 und SS-5 durch die SS-20), wobei sie eine Lücke im SALT-II-Abkommen ausnutzte. Der deutsche Bundeskanzler Helmut Schmidt warnte in einer Rede im Oktober 1977 vor dem International Institute for Strategic Studies, dass „das entstehende eurostrategische Ungleichgewicht bei gleichzeitiger strategischer Parität zur Abkoppelung Europas von den USA führe“.
„Mit der Stationierung dieser Waffen kehrte die UdSSR die bisherigen nuklearen Kräfteverhältnisse um.“

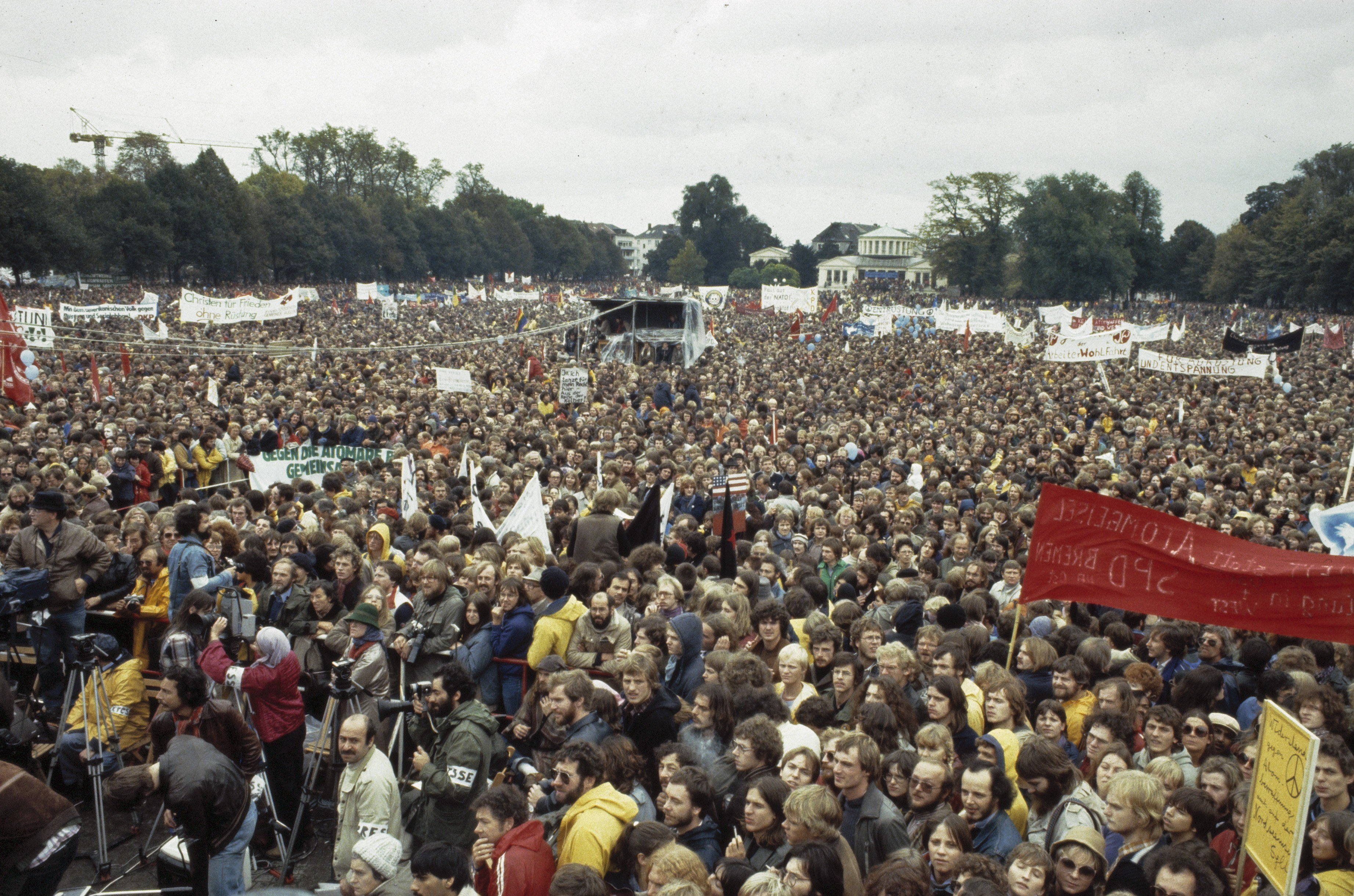
Proteste gegen den NATO-Doppelbeschluss in Bonn im Oktober 1981

Die europäischen Regierungen sahen sich durch diese Strategie in „Geiselhaft“ genommen und verständigten sich mit den USA am 12. Dezember 1979 auf den NATO-Doppelbeschluss, der für den Fall einer Fortsetzung der sowjetischen Raketenmodernisierung gegen die neuen SS-20 eine erweiterte Stationierung US-amerikanischer Kernwaffen (Pershing II, ausschließlich in Deutschland, sowie Cruise Missile) vorsah. Die Regierungen boten jedoch gleichzeitig den Verzicht auf die Stationierung bei einem Rückzug der SS-20 an. Die Sowjets, die diese „Dialektik von Verteidigungsfähigkeit und Entspannungsbereitschaft“ so nicht nachvollzogen, interpretierten dies als eine weitere Bedrohung und waren auch nicht mehr zum ‚politischen Stillhalten‘ bereit: Ende Dezember 1979 marschierten sowjetische Truppen in Afghanistan ein, um die dortige Regierung zu stützen. Dazu kam noch der Einsatz kubanischer Truppen in Angola. Nun versuchte auch Carter eine härtere Haltung einzunehmen, doch galt er – auch wegen der missglückten Befreiung der US-amerikanischen Geiseln in Teheran durch das Militär zunehmend als ‚glücklos‘ und der Lage nicht gewachsen.
„In den USA verhalf die Nachricht von der sowjetischen Invasion [in Afghanistan] der neuen ‚Politik der Stärke‘ endgültig zum Durchbruch […] Die Präsidentschaftswahlen im November 1980 gewann Carters republikanischer Gegenkandidat Ronald Reagan, der im Wahlkampf angekündigt hatte, die SALT-Bemühungen endgültig auszusetzen, bis die USA ihre verlorengegangene Stärke wiedergewonnen hätten.“
1981, im ersten Regierungsjahr, beschloss Reagan eine neu Aufrüstungsmaßnahme: die Strategic Defense Initiative (SDI, auch bekannt als star wars). Strategisch ging es darum, im Kriegsfall einen atomaren Erstschlag der Sowjetunion abzufangen und im Gegenschlag einen „Sieg“ zu erringen (Reagan-Doktrin). Keine Einschränkungen legte sich die Reagan-Administration mit ihren militärischen Interventionen in Mittelamerika auf (El Salvador, Nicaragua) und mit der Finanzierung von genehmen totalitären Regimes oder Aufständischen wie den Mudschahedin in Afghanistan.

## Hintergrund des Besuchs
Mit seiner Politik, die auch allgemeine Folgen von Atomwaffeneinsätzen ignorierte und Westeuropa zu opfern bereit schien, geriet Reagan in einen nachhaltigen Gegensatz zu den Europäern, die eine offensive US-amerikanische Strategie auf Kosten ihrer Existenz immer weniger akzeptierten. Insbesondere in Deutschland, wo die Entspannungspolitik von Bundeskanzler Helmut Schmidt und DDR-Staatspräsident Erich Honecker zahlreiche Erleichterungen und eine Vielfalt der Kontakte bewirkte, gab es wenig Bereitschaft, sich der US-Administration anzuschließen: „Es gab sogar Überlegungen im Kanzleramt, zur Rettung der Entspannungspolitik die ‚Politik in der Mitte des Konvois‘ der Alliierten zu verlassen und eine Konfliktstrategie gegenüber der Regierung Reagan zu wagen.“ Auf der anderen Seite erkannte die sowjetische Führung zunehmend ihre wirtschaftlichen Schwierigkeiten beim ungebremsten Wettrüstens und zeigte sich auch nach den Misserfolgen in Afghanistan international wieder gesprächsbereit. Dazu kam noch der Druck durch die als ‚intern‘ betrachteten Probleme, vor allem seit den August-Streiks 1980 in Polen, die eine Auflösung des Ostblocks anzukündigen schienen und 1981 eskalierten. „Die Sowjetführung signalisierte wieder Gesprächsbereitschaft (und) […] damit war es den Europäern gelungen, die allerärgste Blockierung des Ost-West-Dialogs […] zu überwinden.“
Reagan war mit seinem Konfrontationskurs und durch „… die aggressive Rhetorik mit Schlüsselbegriffen wie der ‚Enthauptung‘ der Sowjetunion, des ‚Reiches des Bösen‘ …“  zur negativen Symbolfigur der erstarkenden Friedensbewegung in der westlichen Welt geworden. Auch in den USA wuchs der Widerstand – „hatten 1980 noch 56 Prozent eine weitere Rüstung befürwortet, so waren es Ende 1981 nur noch 14 Prozent. Reagan trug diesem Protest […] Rechnung.“ Er bremste seine Rhetorik. „Eine Bereitschaft zu realistischer Einschätzung der Verhandlungsproblematik […] ließ die Reagan-Regierung [1981] freilich nicht erkennen …“
Im Sommer 1982 begab sich der US-Präsident dann auf seine Europareise, um die Regierungen und die Bevölkerung mit der neu verkündeten Verhandlungsbereitschaft zu beruhigen und, aufgrund der Symbolkraft in Berlin, die unveränderte Solidarität der USA zum ‚Schutz der Freien Welt‘ zu bekräftigen.

## Vorbereitungen und Aktivitäten im Vorfeld
„Reagan wird von 17.000 Mann Schutzpolizei, einer Leibgarde der Sicherungsgruppe des Bundeskriminalamtes und amerikanischen Kräften gesichert. […] Im Großraum Bonn ist eine umfangreiche Luftaufklärung angelaufen […]. In den bewaldeten und schwer einsehbaren Höhenrücken rund um Bonn, die als Abschußbasis für Luftabwehrraketen vom sowjetischen „Sam“-Typ in Frage kommen könnten, haben Sondereinheiten der Polizei damit begonnen, die Wälder systematisch durchzukämmen.“ Befürchtet wurde, „daß die versprengten Angehörigen der ‚Roten Armee-Fraktion‘ ein ‚Kamikaze-Unternehmen‘ planen.“
In Berlin gingen „Senat, Justiz und Polizei mit Härte gegen vermeintliche ‚unamerikanische Umtriebe‘ vor. Rund tausend gegen Präsident Reagan gerichtete Transparente und Parolen an Hausfassaden wurden bis zum Besuchstag entfernt oder übertüncht. In über 100 parolengeschmückte besetzte Häuser kamen die polizeilichen Anstreichkommandos mit einem Durchsuchungsbefehl in der Tasche.“
Für den Tag vor dem Besuch – gleichzeitig zur Friedensdemonstration in Bonn – wurde auch eine Demonstration in Berlin angemeldet; für den Tag des Besuches selbst, den 11. Juni, wurde in der Stadt ein Demonstrationsverbot verhängt.

## 9. Juni 1982: Ankunft von Ronald Reagan in Bonn
„Unmittelbar nach der Landung auf dem Köln-Bonner Flughafen um 13 Uhr flogen Reagan und seine Frau Nancy begleitet von Außenminister Genscher und Frau Bärbel mit einem Hubschrauber in die Bundeshauptstadt […] zu einem ausführlichen Meinungsaustausch“ mit Bundeskanzler Schmidt:

„Während Reagan betonte, die Entspannungspolitik habe der Sowjetunion mehr Vorteile als dem Westen eingebracht, bezeichnete Schmidt die Entspannung als einen fortlaufenden Prozeß, der vor allem in der innerdeutschen Politik Vorteile gebracht habe.“

### Reagans Rede vor dem Deutschen Bundestag
„Reagan betonte, die USA seien entschlossen ‚die Präsenz gut ausgerüsteter und gut ausgebildeter Truppen in Europa zu erhalten, unsere strategischen Streitkräfte zu modernisieren und sie dem Bündnis zugeordnet zu belassen.‘“

Darüber, wie man das gemeinsam „angestrebte Ziel am besten erreicht“, will sich Reagan jedoch nicht reinreden lassen: „In den Vereinigten Staaten bewegen wir uns vorwärts mit den von mir im letzten Jahr angekündigten Plänen, unsere strategischen Nuklearstreitkräfte zu modernisieren.“ Immer wieder weist Reagan in seiner Rede auf Gesprächs- und Verhandlungsbereitschaft und Vorschläge zur Abrüstung hin. Doch „dürfen wir nicht simplistisch annehmen, daß jede andere Nation den Frieden wünscht, den wir so dringlich ersehnen“, meint er mit Blick auf die Sowjetunion.

## 10. Juni 1982 in Bonn

### Tagung der NATO-Ministerkonferenz
Zur Eröffnungsveranstaltung waren Vertreter der 16 NATO-Nationen im Plenarsaal des Bundestages zusammengekommen.
Bundeskanzler Schmidt legte in seiner Begrüßungsrede dar, dass „zur Sicherheitsstrategie neben der notwendigen militärischen Stärke ebenso unabdingbar das beharrliche und unbeirrbare Bemühen um Rüstungskontrolle und Abrüstung (gehört).“
Während des Aufenthaltes von Reagan in Deutschland kam es zu einer Zuspitzung des israelisch-syrischen Krieges im Libanon.
In der nicht-öffentlichen Sitzung der Konferenz waren neben dem israelischen Einmarsch im Libanon weiterhin die zu diesem Zeitpunkt akuten Konflikte in Afghanistan, im Krieg Englands und Argentiniens um die Falkland-Inseln, der Irak-Iran-Krieg sowie der Bürgerkrieg in Angola die Themen.

### Demonstrationen in Bonn und Berlin
Nachdem im Oktober des Vorjahres 300.000 Menschen in Bonn gegen den NATO-Doppelbeschluss demonstrierten, „… schätzte die Polizei (nun) die Anzahl auf 200.000, doch wurden auch höhere Zahlen genannt.“ – die taz nannte 400.000 Menschen, die sich am 10. Juni 1982 unter dem Motto „Aufstehen für den Frieden“ zusammenfanden. Zu Zwischenfällen kam es nur am Rande. Auf abendlichen Diskussionsveranstaltungen wurde hervorgehoben, dass die Bewegung zwar vieles vereine, aber auch die Unterschiede diskutieren müsse (Rudolf Bahro). „‚Der Protest muß zum Widerstand werden‘, heißt es in der Abschlußerklärung.“
Am  selben Tag demonstrierten in Berlin 40.000 (Polizei) bis 100.000 (Organisatoren) Personen gegen die Politik Reagans. Nach allgemeiner Beobachtung hatte die Demonstration – so wie gleichzeitig in Bonn – „Volksfestcharakter“.

## 11. Juni 1982: Besuch Reagans in Berlin (West)
Die offizielle Seite des Besuches in Berlin verlief hinter einem Schirm umfangreicher Sicherheitsmaßnahmen. Reagan war […] in Tempelhof gelandet und hatte nach einer Ansprache an die Angehörigen der amerikanischen Kolonie den Checkpoint Charlie besucht. Er kehrte zum Flughafen Tempelhof zurück und flog anschließend mit einem Hubschrauber zum Schloss Charlottenburg, wo er seine Ansprache an die Berliner richtete und sich in das Goldene Buch der Stadt eintrug.
Vor den 2.000 Ehrengästen und 30.000 ausgewählten Repräsentanten der Berliner Bevölkerung richtete sich der amerikanische Präsident direkt an seinen sowjetischen Gegenspieler: „Ich fordere Präsident Breschnew auf, sich mir in dem ernsthaften Bemühen anzuschließen, die enttäuschten Hoffnungen der siebziger Jahre in die Wirklichkeit eines sicheren und freien Europas der achtziger Jahre umzusetzen.“
Nach der Veranstaltung flogen Reagan und seine Begleitung wieder nach Tempelhof. Von dort aus kehrten sie nach Bonn zurück, wo eine offizielle Abschiedszeremonie stattfand. Dann trat Reagan den Heimflug in die USA an.
Noch am Sonntag, den 13. Juni 1982, flog Bundeskanzler Schmidt „nach New York, um am Montag vor der Sondergeneralversammlung der Vereinten Nationen den Standpunkt der Bundesregierung zur Abrüstungsfrage vorzutragen,“

### Gegendemonstrationen in Berlin
In Berlin wurden zeitgleich zum Besuch Reagans mit Ausnahme einer Frauen-Trauer-Demonstration jegliche Versammlungsaktivitäten verboten. Die Anmeldung einer weiteren Demonstration durch die Alternative Liste für Demokratie und Umweltschutz (AL) wurde vom Verwaltungsgericht und auf Widerspruch hin noch am Vorabend vom Oberverwaltungsgericht zurückgewiesen. Der Versammlungstermin war jedoch schon seit Tagen bekannt – ‚10 Uhr am Nollendorfplatz‘ – und in Flugblättern von Gruppen verschiedener Ausrichtung wurde zur Missachtung des Verbotes aufgerufen. Die AL sprach davon, sich das „Grundrecht auf freie Wahrnehmung des Demonstrationsrechtes nicht nehmen zu lassen.“

### Die verbotene Demonstration in Berlin-Schöneberg
Die Darstellungen des Ablaufes der Auseinandersetzungen variieren im Einzelnen (ausführlich: Tagesspiegel, Volksblatt Berlin, Die Tageszeitung, alle vom 12. Juni 1982), doch stimmen sie darüber ein, dass der schon vor dem Versammlungszeitpunkt 10 Uhr mit bis zu 1,80 Meter hohem Stacheldraht (taz) weitläufig abgeriegelte Nollendorfplatz von der Polizei offen gehalten wurde, bis dort 2.500 (B.Z.) bis 4.000 (taz) Personen eingetroffen waren. Kurz nach 10 Uhr verkündete ein Polizeisprecher per Megaphon, dass zwei Eingänge des Kessels (zur Bülow- und zur Maaßenstraße) offen gehalten seien, durch das „Friedfertige“ und Passanten (der Nollendorfplatz ist auch Einkaufsbereich) herauskommen könnten. Hier kam es rasch zu Staus, da die Personalien Herausdrängender abgeglichen wurden und schließlich zu einem massiven Angriff der „anarchistischen autonomen Gruppen“ (Der Tagesspiegel), die diese Prozedur nicht über sich ergehen lassen wollten. Im Nu glich das Umfeld einem „Hexenkessel“ (taz). Aufsehen erregte eine Durchfahrt von acht Polizei-Mannschaftstransportern in hohem Tempo mitten durch die Menge. Ein Polizeifahrzeug blieb mit Motorschaden liegen, wurde umgekippt und angezündet. Die Beamten konnten sich mit Waffen und Funkgeräten retten. In der Folge geriet die Situation völlig außer Kontrolle; mit Möbeln aus einem Geschäft und weiteren Fahrzeugen wurden Barrikaden gebaut und angezündet; die Feuerwehr wurde von den Demonstranten nicht mehr durchgelassen. Die taz dokumentierte einen Zivilbeamten mit gezogener Pistole. Mittlerweile wurde der Polizeiring auch von außen angegriffen und zum Teil ‚gesprengt‘.

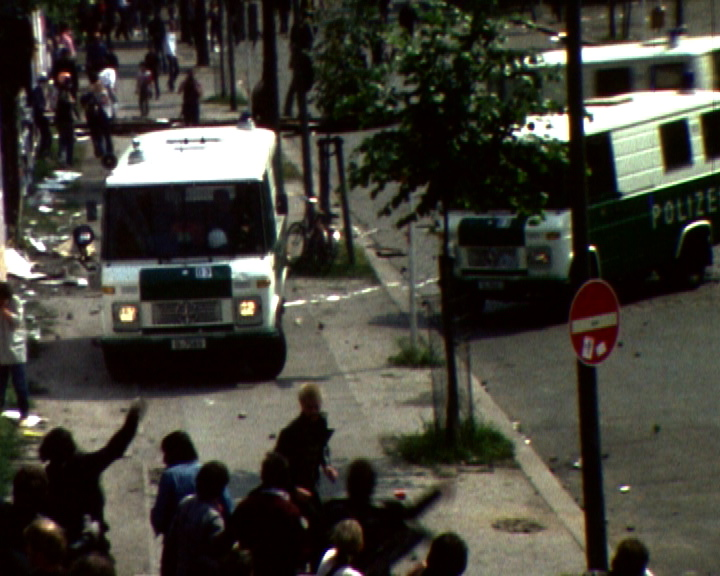
Konfrontation auf dem Winterfeldtplatz

Die Ausgebrochenen versammelten sich unweit am Winterfeldtplatz. Hier dauerten die Kämpfe bis in die frühen Abendstunden an. Ebenfalls Auseinandersetzungen gab es in der Winterfeldtstraße, am Kottbusser Tor und in Charlottenburg in der Wilmersdorfer Straße. Die Polizei drang am Abend in die besetzten Häuser Potsdamer Straße 157/59 ein und schlug nach Angaben der Betroffenen „alles kurz und klein“ (taz).
Die Kämpfe in Schöneberg fanden ein breites Echo in der gesamten Presse in Berlin und Deutschland und die DDR-Nachrichtenagentur ADN hatte sie sogar in den Mittelpunkt gerückt.
Die „Frauen-Demonstration verlief friedlich“.

### Nachwirkung der Ereignisse in Berlin
In der Berliner Politik und Öffentlichkeit geriet insbesondere die Alternative Liste (AL) unter Druck, die trotz des gerichtlichen Verbotes der Versammlung den Aufruf zur Demonstration aufrechterhielt. „Die Vorsitzenden der FDP-Fraktionen von Bund und Ländern warfen […] der AL vor, sie habe sich als Mitinitiator der von vornherein gewalttätig angelegten Demonstration als ‚Feind der Demokratie‘ entlarvt.“
Auf der anderen Seite geriet die AL auch in die Kritik der ‚öffentlichen Meinung‘ der Reagan-Gegner, die ihr vorwarfen, ihre Verantwortung für die Demonstration, zum Beispiel mit Ordnern und Megaphonen, nicht wahrgenommen zu haben: „Zu keinem Zeitpunkt versuchten die Demonstrationsanmelder, die ängstlich zusammengepferchte Menge zu organisieren, so dass die autonomen Streetfighter das Heft in die Hand nehmen konnten.“
Die Autonomen verloren viel Vertrauenskapital: „Da denunzieren einige Psychopathen eine ganze Bewegung […] Die unheilige Allianz der Denunzianten – die unter dem Vorwand einer Demonstration doch nur Scherben hinterlassen – mit großen Teilen der Presse schadet ‚uns‘ (der Friedensbewegung.)“
„Die Polizei bestätigte: Das sind eingereiste Profi-Schläger …“ werden erstmals in diesen Tagen in der Presse auch als „sogenannte autonome Gruppen“ bezeichnet. Auch die Linke insgesamt beginnt sich nun näher mit dem Selbstverständnis dieser Gruppen zu befassen, die nach der massiven Kritik – „kennen keinerlei Rücksichten und kochen auf Kosten anderer ihr steinernes Süppchen“(Zitty) – auch ihre Positionen reflektieren müssen: „Ihr könntet mit uns gemeinsam über die Ängste vieler Leute bei bestimmten Aktionen reden; wir werden drauf eingehen und versuchen, einen Weg zu finden, damit umzugehen, uns aber selbst nicht nur auf eine Widerstandsform festzulegen, sondern flexibel zu bleiben.“ Vom Gros der Bewegungen, vor allem in praktischen Fragen, wurden die ‚autonomen Gruppen‘ jedoch meist ausgegrenzt. Die Hausbesetzer sahen auch eine Gefahr darin, dass durch das militante Auftreten der Autonomen jede Sympathie in der Bevölkerung – die hier kaum differenzierte – verloren zu gehen drohte. Dennoch kam es nicht zu der von politischer Seite erhofften (und geforderten) ‚Spaltung‘: Eine kritische Solidarität blieb erhalten, doch gelang es den Autonomen nicht wieder, politische Großereignisse zu dominieren.

## Politische Folgen des Besuches des US-Präsidenten

### Weltpolitik
Das unmittelbare Resumeé bestand in der Übereinstimmung auf europäischer Seite darin, dass eine weitere Verschärfung des Ost-West-Konfliktes eher abgewendet worden war und im November des Jahres eine neue Verhandlungsrunde eingeleitet werden könne. Doch bevor die Gespräche begannen, starb Leonid Breschnew am 10. November 1982. Die geplanten Konsultationen und Verhandlungen verzögerten sich oder wurden – wie ein ironischer Kommentar bemerkte – durch „Beerdigungs-Diplomatie“ ersetzt. Denn die nachfolgenden sowjetischen Staatschefs waren beide nicht lange im Amt – so verstarb Juri Wladimirowitsch Andropow am 9. Februar 1984 und Konstantin Ustinowitsch Tschernenko am 10. März 1985. So erscheint der Reagan-Besuch 1982 in der Geschichtsschreibung heute eher als Randereignis, da er durch den relativ rasch aufeinanderfolgenden Tod dreier sowjetischer Führer als „Berliner Initiative“ wenig Bedeutung entwickelte. Die Konfrontation schien 1983 wieder angeheizt, es „beschloß der Bundestag am 23. November 1983 die Stationierung […] (und) in den USA wurde weiter die Führbarkeit eines Nuklearkrieges debattiert […] die meisten Spezialisten hielten das Projekt ‚star wars‘ (SDI) allerdings für undurchführbar, was sich trotz immenser Ausgaben bewahrheitet hat.“ Erst mit dem auf Tschernenko folgenden Präsidenten „… Michail Gorbatschow 1985 (fand) eine entscheidende Veränderung statt.“ Es dauerte noch bis zum 30. September 1986, bis in Island bei einem Treffen Reagan – Gorbatschow das INF-Abkommen abgeschlossen wurde (Abzug aller Mittelstreckenraketen beider Seiten aus Europa).

### Deutsche Innenpolitik
In der Bundesrepublik Deutschland setzte sich allmählich die Ansicht durch, die SPD-Präsidiumsmitglied Egon Bahr schon unmittelbar nach dem Gipfel formulierte: „Anders als vor Monaten seien die USA bereit gewesen, Verteidigungsfähigkeit und Entspannung als Grundpfeiler der Nato-Politik zu bestätigen. Insofern könnte die Bundesregierung mit Genugtuung feststellen, dass sie ihre seit Monaten vertretene Auffassung durchgesetzt habe.“ „Der Regierung Schmidt/Genscher nützte dies nicht mehr viel. Nicht nur, dass Schmidts Strategie auch in der SPD kaum verstanden worden war; die SPD/FDP-Koalition hatte sich auch politisch überlebt und musste schon bei den Wahlen im Herbst 1982, nachdem Schmidt am 1. Oktober 1982 bei einem konstruktiven Mißtrauensvotum stürzte, der CDU/FDP-Regierung von Helmut Kohl weichen. Die SPD […] distanzierte sich als Opposition rasch von der Nachrüstungspolitik Helmut Schmidts […] Die Regierungspolitik (Helmut Kohls) schließlich veränderte sich weit weniger, als es die Konfliktsprache der Wende nahelegte.“ So dauerten die Auseinandersetzungen zum Beginn der Raketenaufstellung 1983 infolge des NATO-Doppelbeschlusses ungebrochen an, im Oktober 1983 fanden die größten Demonstrationen in der bundesdeutschen Geschichte statt. Nach dem Amtsantritt Gorbatschows „… begannen sich auch die deutsch-sowjetischen Beziehungen zu intensivieren. […] (und): In der deutschen öffentlichen Meinung hatte sich 1989 die Idee der Verständigung und Abrüstung fest etabliert.“